# 曾我部英理
曾我部英理（日语：／ Sogabe Eri，1995年8月29日—），日本女性前配音員、前舞台演員。出身於埼玉縣。身高159cm。A型血。

## 簡歷、人物
中學時期，她被動畫《BLEACH》中飾演井上織姬的松岡由貴所吸引，並對配音產生了興趣。後來，高中3年級時，她被四季劇團的《獅子王》所感動，對舞台表演產生了興趣，於是就讀於日本工學院八王子專門學校聲優戲劇科，並在那裡就讀。
2014年，還是學生的她就獲得了EARTH STAR Entertainment主辦的全國聲優大獎賽鼓勵獎，從此作為Earth Star Dream的成員活動。該團體的形象顏色為橙色。
由於所屬EARTH STAR Entertainment的配音員和藝人業務從市場撤出，她於2018年3月31日離開該公司。從那時起，她就作為自由身活動。自4月起，她一直在Tristone Entertainment開辦的演員訓練學Tristone表演實驗室學習表演。2020年10月27日，她在部落格和推Twitter上宣布，在同年12月6日出演舞台劇《是你寫的字還是你畫的字？》後退出演藝圈。
喜歡的動畫是《ONE PIECE》。
2023年9月27日，以前Earth Star Dream的成員中島由貴和愛原亞里沙在各自的X（前Twitter）上發文表示參加了曾我部的婚禮。

## 演出
粗體字表示主要角色。

### 電視動畫
- 動畫鍛鍊！系列（2015年—2016年，安達盧西亞）
- 兔龜（2016年，馬場宮子[8]、女學生B）

### OVA
- 我是高宫茄乃！（2015年，馬場宮子）

### 遊戲
- 遙遠異鄉Granvilier（2017年，佛羅倫斯、哈畢兒）
- WAR OF BRAINS（日语：WAR OF BRAINS）（2018年，次元番人貓女）

### 廣播劇CD
- Earth Star Dream 情境喜劇廣播劇CD系列「冬」（2016年，染野谷繪麻）

### 廣播節目
※記號表示網路廣播。
- A&G ARTIST ZONE Earth Star Dream的THE CATCH（日语：A&G ARTIST ZONE THE CATCH）（2015年4月6日—6月29日，超！A&G+）※

### 舞台
- 舞台版庭球社 ～學姊與四處走走的時間們～ 導演剪輯版（2016年3月16日—21日，日本藝術專門學校（日语：日本芸術専門学校）大森校劇場）—飾 鈴木綾子（二角）
- 音樂劇座
  - 音樂喜劇 Trouble Show（2017年2月21日—27日，IMA Hall）—飾 波比小池[9]（二角）
  - 姬百合（2017年7月13日—18日，1010劇場）—飾 [10]（二角）
  - 明星誕生（2018年1月10日—14日，Kinkero Theater（日语：キンケロ・シアター））—飾 後藤順子（藝名：朝比奈美紀／新人女性歌手）[11]（二角）
- 舞台版 華枕 ～到處祈願～（2018年4月11日—15日，LAZONA川崎太陽廣場飯店（日语：ラゾーナ川崎プラザソル））—飾 撫子[12]
- 新聞物語（日语：新聞物語） ～Leading Live～（2018年5月9日—10日，野方區民大廳）—飾 櫻井美琴
- QuartZ（2018年7月12日—16日，TACCS1179）—飾 伊洛納[13]
- 從今天起你就是神/是你寫的字還是你畫的字？（2018年12月7日—9日，ATELIER FANFARE高圓寺）—飾 春野美鈴
- 白與黑的重逢 ～意外的雙重預約篇～（2019年2月8日－11日，新宿莫里哀劇場）—飾 萌子
- Tristone Acting Lab第7公演「SkaGhost」（2019年3月8日—10日，Kinkero Theater）—飾 黃瀨[注 1]
- ProjectToDo 朗讀LIVE「虛構夢想」（2019年6月20日—21日，野方區民大廳）—飾 「共夢的彼方」白崎琴音／「虛構夢想」姬路茜
- 虹之（2019年7月17日—21日，巴比倫劇院河畔（日语：シアター・バビロンの流れのほとりにて））—飾 莎拉
- 伴隨著一場雨的一天。（2019年8月21日—25日，新宿村LIVE）
- THREEOUT -再見篇-（2019年9月14日—29日，新宿莫里哀劇場）

## 音樂作品
Earth Star Dream活動詳情請參閱「Earth Star Dream」。

### 角色歌曲
| 發行日期 | 商品名稱 | 歌                                                                                          | 樂曲   | 備註                     |
| 2016年   | 2016年   | 2016年                                                                                      | 2016年 | 2016年                   |
| -------- | -------- | ------------------------------------------------------------------------------------------- | ------ | ------------------------ |
| 5月25日  |          | 兔龜高中網球社 feat. 古平助（高尾奏音）、馬場宮子（曾我部英理）、色葉似穗經土（愛原亞里沙） | 「」   | 電視動畫《兔龜》相關歌曲 |

## 腳註

## 外部連結
- （日語）—曾我部英理的個人部落格。
- 曾我部英理的X（前Twitter） （日語）[]
- 曾我部英理｜EARTH STAR Entertainment，存于 （日語）
- （日語）—WEB THE TELEVISION（日语：ザテレビジョン）
- 曾我部英理 （页面存档备份，存于） （日語）—oricon
- 曾我部英理 （页面存档备份，存于） （日語）—allcinema（日语：allcinema）